# Marie Klementina Habsbursko-Lotrinská (1777–1801)
Marie Klementina Habsbursko-Lotrinská (24. dubna 1777, Florencie – 15. listopadu 1801, Neapol) byla rakouská arcivévodkyně, desáté dítě a třetí dcera císaře Svaté říše římské Leopolda II. a Marie Luisy Španělské. V roce 1797 se provdala za svého dvojnásobného bratrance z prvního kolena prince Františka, dědice neapolského a sicilského království. Byla skromná, vzdělaná a laskavá a ve své adoptivní zemi se stala oblíbenou. Trpěla chatrným zdravím a zemřela na tuberkulózu ve věku čtyřiadvaceti let. Jejím jediným přeživším dítětem byla princezna Marie Karolína, vévodkyně z Berry.

## Původ, mládí

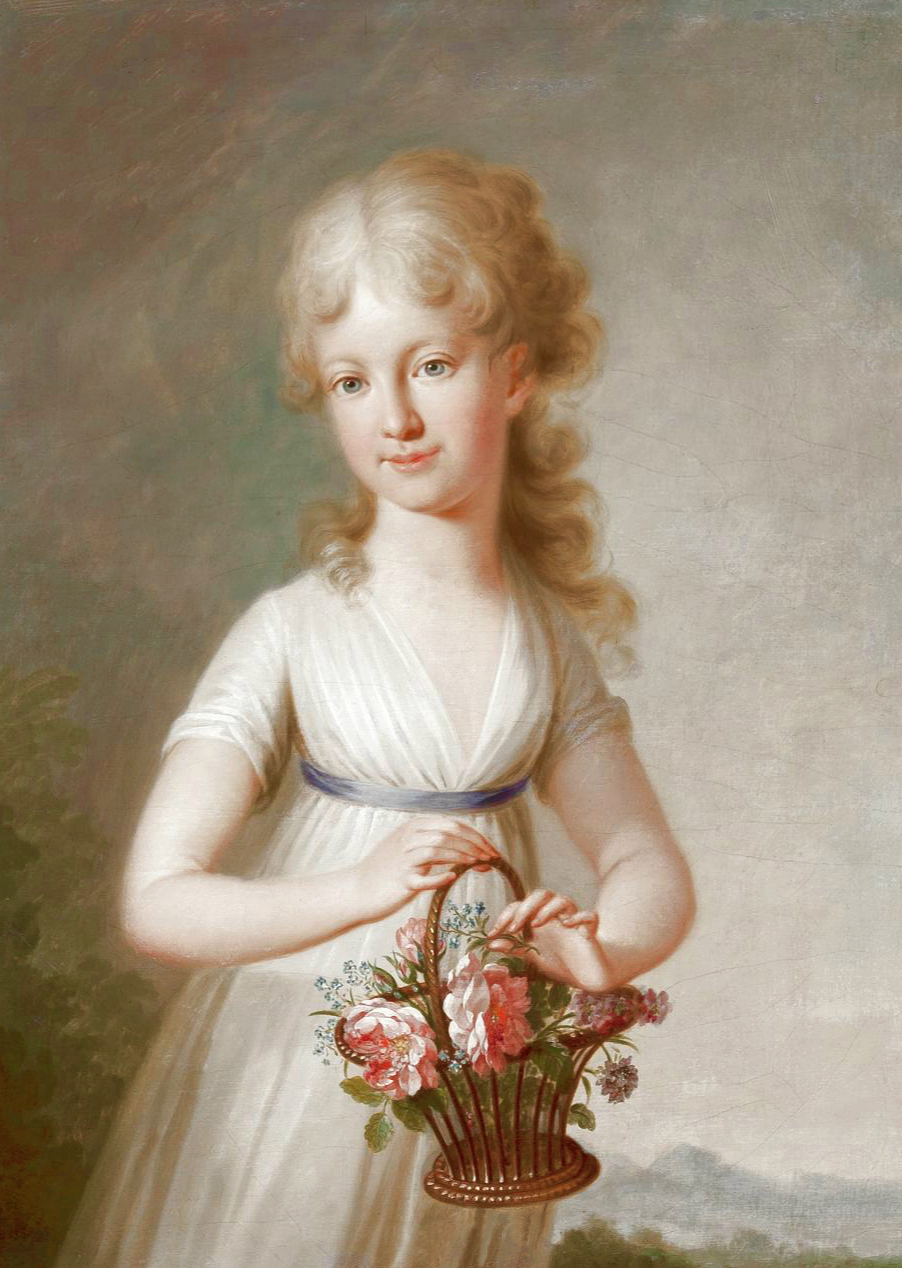
Marie Klementina jako mladá dívka.

Arcivévodkyně Marie Klementina se narodila ve vile del Poggio Imperiale, která se tehdy nacházela v Toskánském velkovévodství, jemuž od roku 1765 vládl její otec Leopold I. jako toskánský velkovévoda (později císař Svaté říše římské). Jméno dostala po princi Klementovi Václavovi Saském, strýci své matky a bratrovi Marie Amálie Saské, babičky Marie Klementiny z matčiny strany.
Její otec byl synem císařovny Marie Terezie a matka byla dcerou Karla III. Španělského a Marie Amálie Saské. Marie Klementina byla desátým z šestnácti dětí svých rodičů. Vyrůstala v Toskánském velkovévodství, kde její otec vládl a kde rodina žila až do roku 1790, kdy se po smrti strýce Marie Klementiny z otcovy strany Josefa II. stal její otec císařem Svaté říše římské a rodina se přestěhovala na do Vídně.
V témže roce 1790 se zasnoubila s Františkem, dědičným princem neapolským, nejstarším žijícím synem Ferdinanda IV. Neapolského a jeho choti Marie Karolíny Rakouské. Princ František byl dědicem neapolského i sicilského trůnu. Byli dvojnásobnými bratranci z prvního kolena, neboť měli společné prarodiče. Jejich svazek byl posledním ze tří svazků mezi rakouskými a neapolskými královskými rodinami, předchozí dva byly mezi arcivévodou Františkem, jejím nejstarším bratrem a Marií Terezií Neapolsko-Sicilskou v roce 1790 po arcivévodovi Ferdinandovi a Luise Neapolsko-Sicilské.
Sňatek v zastoupení se konal 19. září 1790. Bylo to neklidné období, kdy italský poloostrov sužovaly napoleonské války, a ke skutečné svatbě došlo až za několik let. Mezitím v roce 1792 v krátké době zemřeli oba rodiče Marie Klementiny a novým císařem se stal její bratr František. Příměří s Francií nakonec umožnilo Marii Klementině v roce 1797 odcestovat do Neapole. V Terstu ji vyzvedla fregata a její nová rodina na ni čekala ve Foggii, kde se 26. června 1797 konala svatba. Vzhledem k tomu, že byla válka, šlo o jednoduchou událost.

## Dědičná princezna
Marie Klementina byla považována za poměrně hezkou, i když bohužel poznamenanou neštovicemi, ale měla královské vystupování. „Můj syn ji vášnivě miluje a ona mu to oplácí,“ napsala její tchyně, královna neapolská, a dodala, že: „Je potěšující vidět, že spolu tak dobře souzní... Jsem z princezny nadšená, je jemná, svěží, rozumná a vstřícná.“ Marii Klementině se však stýskalo po domově a její povaha byla mrzutá a rezervovaná. O několik týdnů později královna Marie Karolína o páru dodala: „Její manžel je dvakrát nebo třikrát za dvacet čtyři hodin jejím manželem, což ji zajímá. Přesto je v ní smutek, nuda, nepřekonatelný odpor. Myslím, že to musí být způsobeno jejím zdravím, nebo je to nepřirozené, nemá vůbec žádnou chuť k ničemu. Není to tak, že by litovala svého života ve Vídni..... Udělám všechno pro její štěstí, i když seji uprostřed ostružiní a na trnité půdě. Ale je to žena mého syna. Díky mé výchově je do ní mladý muž jako do ženy velmi zamilovaný... ale to nemusí vydržet při tolika znechuceních, nudě a žádném půvabu vlastností, kterých je naštěstí příliš hodný, než aby si jich všiml... Pokusím se získat její důvěru, ale nejsem si jistá, zda se mi to podaří. Všechna její přání jsou předvídána, nic jí nechybí, je nespokojená a všichni si toho všímají.“
Marie Klementina byla důstojná a laskavá. Byla vzdělanější a inteligentnější než její klidný manžel a dominovala mu. Manželé spolu dobře vycházeli. „Její manžel ji zbožňuje v každém slova smyslu. Říká, že ho miluje, a zaručeně mu dává najevo a vyžaduje mnoho důkazů lásky,“ napsala neapolská královna. Manželská vášeň páru udivovala královnu, která: „požádala nebesa, aby uklidnila jejich příliš vzrušené smysly tím, že jim pošle děti." Stejně jako její manžel se i Marie Klementina málo zajímala o dvorský život. Dávala přednost rodinným hrám, procházkám při měsíčku na terase a konverzaci.
Měli dvě děti. Zemřela v Neapoli rok po porodu syna. Předpokládá se, že zemřela na plicní chorobu nebo tuberkulózu a zanechala po sobě dceru a zdrceného manžela. Byla pohřbena v neapolské bazilice Santa Chiara spolu se svým synem.
Po její smrti se její manžel oženil se španělskou infantkou Marií Isabelou, opět jeho sestřenicí z prvního kolena, nejmladší přeživší dcerou Karla IV. Španělského (bratra matky Marie Klementiny) a Marie Luisy Parmské.
Její jediná dcera Marie Karolína se v dubnu 1816 provdala za Karla Ferdinanda, vévodu z Berry. Ten byl synem francouzského krále Karla X. a savojské princezny Marie Terezie. Manželé byli rodiči francouzského pretendenta Jindčicha d'Artois, hraběte z Chambord, a Luisy Marie Terezie, vévodkyně parmské, čímž se Marie Klementina stala předkyní současného kalábrijského vévody a jeho rivala vévody z Castra.

## Děti
- Marie Karolína Ferdinanda (5. listopadu 1798 – 17. dubna 1870)
⚭ 1816 Karel Ferdinand d'Artois (24. ledna 1778 – 14. února 1820), vévoda z Berry
⚭ 1831 Ettore Carlo Lucchesi-Palli (2. srpna 1806 – 1. dubna 1864), 8. vévoda della Grazia

- Ferdinand (27. srpna 1800 – 1. července 1801), vévoda z Nota

## Tituly a oslovení
- 24. dubna 1777 – 26. června 1797: Její Královská Výsost arcivévodkyně Marie Klementina Rakouská, princezna toskánská
- 26. června 1797 – 15. listopadu 1801: Její Královská Výsost dědičná princezna neapolská

## Vývod z předků
|                    |                                             |  |                                   |                                          |  |  |  |  |  |  |  | Karel V. Lotrinský |
|                    |                                             |  |                                   |                                          |  |  |  |  |  |  |  |                    |
|                    | Leopold Josef Lotrinský                     |  |                                   |                                          |  |  |  |  |  |  |  |                    |
|                    |                                             |  |                                   |                                          |  |  |  |  |  |  |  |                    |
|                    |                                             |  |                                   | Eleonora Marie Josefa Habsburská         |  |  |  |  |  |  |  |                    |
|                    |                                             |  |                                   |                                          |  |  |  |  |  |  |  |                    |
|                    | František I. Štěpán                         |  |                                   |                                          |  |  |  |  |  |  |  |                    |
|                    |                                             |  |                                   |                                          |  |  |  |  |  |  |  |                    |
|                    |                                             |  |                                   | Filip I. Orléanský                       |  |  |  |  |  |  |  |                    |
|                    |                                             |  |                                   |                                          |  |  |  |  |  |  |  |                    |
|                    | Alžběta Charlotta Orléanská                 |  |                                   |                                          |  |  |  |  |  |  |  |                    |
|                    |                                             |  |                                   |                                          |  |  |  |  |  |  |  |                    |
|                    |                                             |  |                                   | Alžběta Šarlota Falcká                   |  |  |  |  |  |  |  |                    |
|                    |                                             |  |                                   |                                          |  |  |  |  |  |  |  |                    |
|                    | Leopold II.                                 |  |                                   |                                          |  |  |  |  |  |  |  |                    |
|                    |                                             |  |                                   |                                          |  |  |  |  |  |  |  |                    |
|                    |                                             |  |                                   | Leopold I.                               |  |  |  |  |  |  |  |                    |
|                    |                                             |  |                                   |                                          |  |  |  |  |  |  |  |                    |
|                    | Karel VI.                                   |  |                                   |                                          |  |  |  |  |  |  |  |                    |
|                    |                                             |  |                                   |                                          |  |  |  |  |  |  |  |                    |
|                    |                                             |  |                                   | Eleonora Magdalena Falcko-Neuburská      |  |  |  |  |  |  |  |                    |
|                    |                                             |  |                                   |                                          |  |  |  |  |  |  |  |                    |
|                    | Marie Terezie                               |  |                                   |                                          |  |  |  |  |  |  |  |                    |
|                    |                                             |  |                                   |                                          |  |  |  |  |  |  |  |                    |
|                    |                                             |  |                                   | Ludvík Rudolf Brunšvicko-Wolfenbüttelský |  |  |  |  |  |  |  |                    |
|                    |                                             |  |                                   |                                          |  |  |  |  |  |  |  |                    |
|                    | Alžběta Kristýna Brunšvicko-Wolfenbüttelská |  |                                   |                                          |  |  |  |  |  |  |  |                    |
|                    |                                             |  |                                   |                                          |  |  |  |  |  |  |  |                    |
|                    |                                             |  |                                   | Kristýna Luisa Öttingenská               |  |  |  |  |  |  |  |                    |
|                    |                                             |  |                                   |                                          |  |  |  |  |  |  |  |                    |
| 'Marie Klementýna' |                                             |  |                                   |                                          |  |  |  |  |  |  |  |                    |
|                    |                                             |  |                                   |                                          |  |  |  |  |  |  |  |                    |
|                    |                                             |  | Ludvík Francouzský, velký dauphin |                                          |  |  |  |  |  |  |  |                    |
|                    |                                             |  |                                   |                                          |  |  |  |  |  |  |  |                    |
|                    | Filip V. Španělský                          |  |                                   |                                          |  |  |  |  |  |  |  |                    |
|                    |                                             |  |                                   |                                          |  |  |  |  |  |  |  |                    |
|                    |                                             |  |                                   | Marie Anna Bavorská                      |  |  |  |  |  |  |  |                    |
|                    |                                             |  |                                   |                                          |  |  |  |  |  |  |  |                    |
|                    | Karel III. Španělský                        |  |                                   |                                          |  |  |  |  |  |  |  |                    |
|                    |                                             |  |                                   |                                          |  |  |  |  |  |  |  |                    |
|                    |                                             |  |                                   | Eduard Parmský                           |  |  |  |  |  |  |  |                    |
|                    |                                             |  |                                   |                                          |  |  |  |  |  |  |  |                    |
|                    | Isabela Farnese                             |  |                                   |                                          |  |  |  |  |  |  |  |                    |
|                    |                                             |  |                                   |                                          |  |  |  |  |  |  |  |                    |
|                    |                                             |  |                                   | Dorotea Žofie Falcko-Neuburská           |  |  |  |  |  |  |  |                    |
|                    |                                             |  |                                   |                                          |  |  |  |  |  |  |  |                    |
|                    | Marie Ludovika Španělská                    |  |                                   |                                          |  |  |  |  |  |  |  |                    |
|                    |                                             |  |                                   |                                          |  |  |  |  |  |  |  |                    |
|                    |                                             |  |                                   | August II. Silný                         |  |  |  |  |  |  |  |                    |
|                    |                                             |  |                                   |                                          |  |  |  |  |  |  |  |                    |
|                    | August III. Polský                          |  |                                   |                                          |  |  |  |  |  |  |  |                    |
|                    |                                             |  |                                   |                                          |  |  |  |  |  |  |  |                    |
|                    |                                             |  |                                   | Kristýna Eberhardýna Hohenzollernová     |  |  |  |  |  |  |  |                    |
|                    |                                             |  |                                   |                                          |  |  |  |  |  |  |  |                    |
|                    | Marie Amálie Saská                          |  |                                   |                                          |  |  |  |  |  |  |  |                    |
|                    |                                             |  |                                   |                                          |  |  |  |  |  |  |  |                    |
|                    |                                             |  |                                   | Josef I. Habsburský                      |  |  |  |  |  |  |  |                    |
|                    |                                             |  |                                   |                                          |  |  |  |  |  |  |  |                    |
|                    | Marie Josefa Habsburská                     |  |                                   |                                          |  |  |  |  |  |  |  |                    |
|                    |                                             |  |                                   |                                          |  |  |  |  |  |  |  |                    |
|                    |                                             |  |                                   | Amálie Vilemína Brunšvicko-Lüneburská    |  |  |  |  |  |  |  |                    |
|                    |                                             |  |                                   |                                          |  |  |  |  |  |  |  |                    |